# 開成
開成（836年正月—841年正月）是唐文宗李昂的第二個年號，共计6年。
開成五年正月唐武宗李瀍即位沿用。

## 改元
- 大和十年——正月一日，改元開成元年。[2][3][4]
- 開成五年——正月四日，唐文宗崩；十四日，唐武宗繼位。[5][6][7]
- 開成六年——正月九日，改元會昌元年。[5][6][7]

## 大事記
- 開成石经

## 逝世
- 釋端甫，唐代高僧。據柳公權書丹《玄秘塔碑銘》記載於開成元年六月一日面坐右方朝西圓寂。俗壽67歲，僧臘48年[8]。

## 紀年
| 開成 | 元年  | 二年  | 三年  | 四年  | 五年  | 六年  |
| ---- | ----- | ----- | ----- | ----- | ----- | ----- |
| 公元 | 836年 | 837年 | 838年 | 839年 | 840年 | 841年 |
| 干支 | 丙辰  | 丁巳  | 戊午  | 己未  | 庚申  | 辛酉  |

## 同期存在的其他政权年号
- 中國
  - 咸和（831年－857年）：渤海—渤海宣王大彝震之年號
  - 保和（824年－839年）：南詔—勸豐祐之年號
  - 天啓（840年－859年）：南詔—勸豐祐之年號
  - 彝泰（815年－838年）：吐蕃—可黎可足贊普赤祖德贊之年號
- 日本
  - 承和（834年－848年）：平安時代—仁明天皇之年號

## 參看
- 中國年號索引